# Marc Dolez
Marc Dolez, né le 21 octobre 1952 à Douai (Nord), est un homme politique et maître de conférences en droit français.

Député de la 17e circonscription du Nord à l'Assemblée nationale pendant plus de 24 ans, de 1988 à 1993, puis de 1997 à 2017 il a également été conseiller régional du Nord-Pas-de-Calais pendant 12 ans. Ancien membre du Parti socialiste de 1972 à 2008, il co-fonde le Parti de gauche avec Jean-Luc Mélenchon en 2008, avant qu'il ne claque la porte en 2012.  

## Biographie
Il est le fils de Carlos Dolez, député MRP du Nord de 1958 à 1962. Il prend sa carte au Parti socialiste (PS) en 1972 à l'âge de 19 ans.
Il est élu député pour la première fois en 1988.
Battu en 1993, il sera réélu en 1997 jusqu’en 2017 quand il décide de ne pas se représenter.
Il est élu député le 16 juin 2002, pour la XIIe législature (2002-2007), dans la circonscription du Nord (17e), avec près de 60 % des suffrages exprimés au second tour, face à la candidate de l'UMP Françoise Prouvost. Il siège au sein du groupe socialiste jusqu'en novembre 2008.
Opposé au remaniement précipité du bureau national du PS à la suite de l'échec du 21 avril 2002, et notamment la promotion annoncée de Laurent Fabius au poste de porte-parole, Marc Dolez démissionne de cette instance en juin 2002.
Lors du Congrès de Dijon du Parti socialiste, il crée sa propre motion Forces militantes qui obtiendra 4,7 % des voix, soit sous la barre des 5 % requise pour être présent dans les instances nationales. À la faveur d'un accord avec le courant Nouveau Monde, il intègre cependant le bureau national. Il est également élu Premier secrétaire fédéral de la fédération du Nord jusqu'en 2005.
Seul député socialiste à avoir voté « non » lors du vote du Congrès à Versailles autorisant la ratification du traité constitutionnel européen, il a mené campagne contre l'avis majoritaire de son parti lors du référendum du 29 mai 2005.
Membre du courant Nouveau Parti socialiste (tendance Alternative socialiste), il refuse la synthèse du congrès du Mans et quitte le NPS, pour former un nouveau courant avec Gérard Filoche, Forces militantes pour la démocratie et le socialisme. Cette alliance fut de courte durée : Forces militantes se sépare de Démocratie et socialisme, le courant animé par Gérard Filoche, au cours de la campagne présidentielle de 2007.
Il est réélu député en juin 2007 dans sa circonscription, avec plus de 62 % des suffrages exprimés au second tour, toujours aux dépens de Françoise Prouvost.
Il signe la motion de Benoît Hamon en septembre 2008 dans le cadre du Congrès de Reims du PS, aux côtés de personnalités comme Jean-Luc Mélenchon, Henri Emmanuelli et Marie-Noëlle Lienemann.

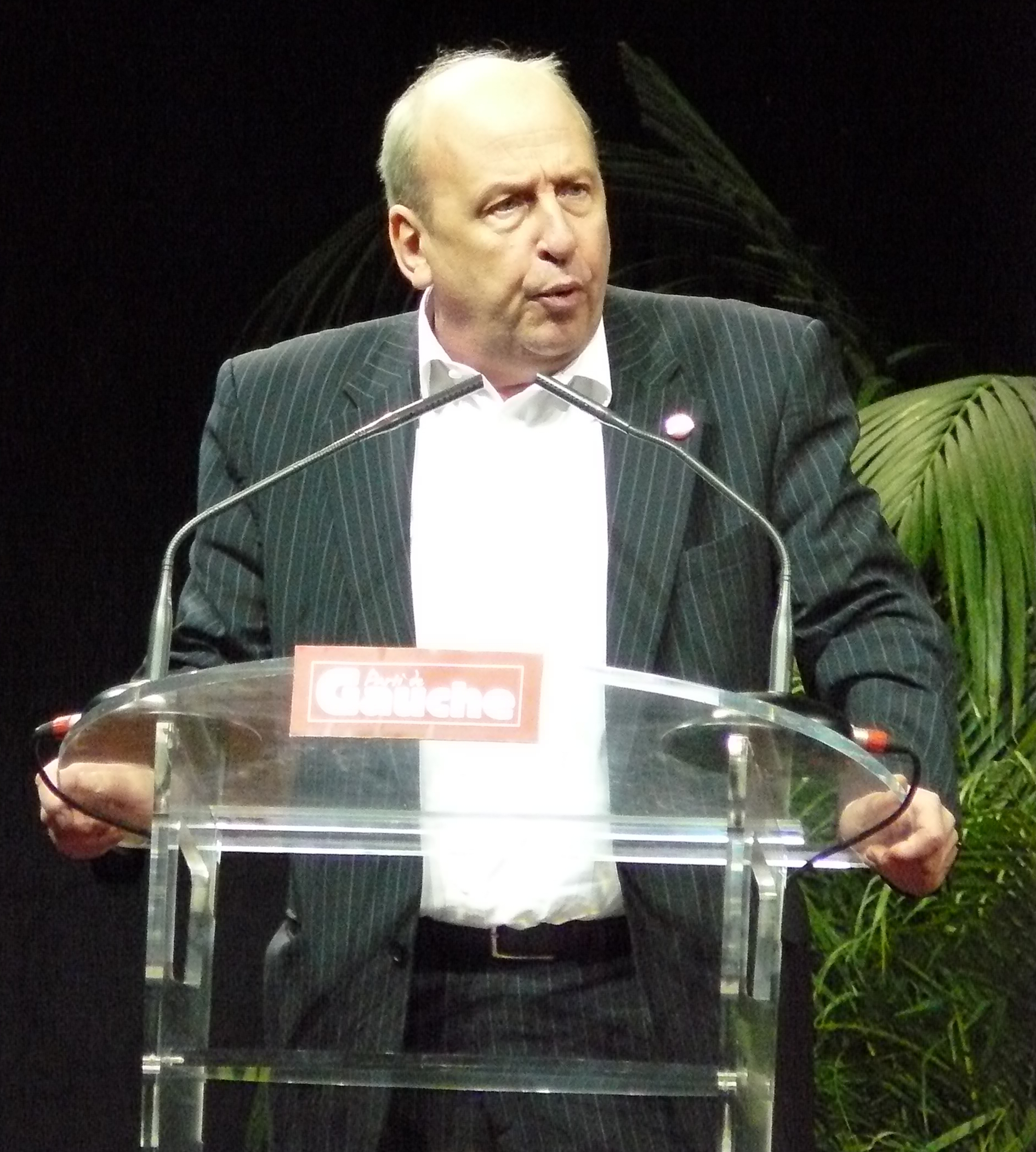
Marc Dolez au meeting fondateur du Parti de gauche fin novembre 2008.

Le 7 novembre 2008 a lieu le vote des militants socialistes pour départager les différentes motions. La motion soutenue par Ségolène Royal arrive en tête avec environ 29 % des suffrages exprimés, tandis que celle conduite par Benoît Hamon arrive en quatrième position avec moins de 19 %. Les trois motions issues de la majorité sortante capitalisent au total 80 % des voix. Pour Marc Dolez, seule une première place pour la motion qu'il soutenait et une alliance majoritaire, par la suite, avec celle conduite par Martine Aubry aurait permis de dégager une majorité réellement nouvelle. Tirant les conséquences de cet échec, lui et Jean-Luc Mélenchon font part de leur décision, « par fidélité à leurs engagements » et dans un souci d'indépendance d'action, de quitter le Parti socialiste, pour créer un nouveau mouvement « sans concession face à la droite ». Ils ont annoncé « la construction d'un nouveau parti de gauche » et appelé « à la constitution d'un front de forces de gauche pour les élections européennes ». Cet appel trouve très tôt un écho favorable auprès du Parti communiste français, par la voix du député européen Francis Wurtz, qui leur propose une union pour créer un « Front progressiste européen ». Dans cette logique, Marc Dolez annonce qu'il quitte le groupe Socialiste, radical, citoyen et divers gauche à l'Assemblée nationale pour rejoindre le groupe de la Gauche démocrate et républicaine, au sein duquel siègent les députés du PCF et des Verts.
Il est réélu député le 17 juin 2012, avec 100 % des suffrages exprimés, Monique Amghar (PS) s'étant désistée.
Le 19 décembre 2012, le cofondateur du Parti de gauche annonce qu'il quitte le Parti de gauche tout en restant associé au Front de gauche. Il juge les propos de Jean-Luc Mélenchon comme trop centrés sur une critique du Parti socialiste : « Nos propositions sont rendues souvent inaudibles à cause de l'outrance du verbe (…). Je ne crois pas à la thèse de deux gauches irréconciliables ni au mythe du recours (…). Je ne me résoudrai jamais à considérer que le gouvernement va échouer et que nous serons là, à ramasser les morceaux. Si la social-démocratie devait s'effondrer, je crains que ce ne soit au profit de la droite extrême. ». Mélenchon aurait ainsi « dilapidé l’acquis » de la campagne, et « Puisque le parti est dans la préparation de son congrès, il est honnête de dire aux militants que je n'y participerai pas et que je quitte le PG», ajoute Marc Dolez qui reproche à Jean-Luc Mélenchon, outre d'avoir « dilapidé l'acquis » de la campagne présidentielle « dès les législatives », d'avoir « cornérisé » la gauche de la gauche. » avec une stratégie « Front contre front ».
Marc Dolez bénéficie d'une certaine reconnaissance pour son engagement. Le 30 septembre 2017, le parc Carlos et Marc Dolez est inauguré à Flers-en-Escrebieux ; le 12 mai 2018, la salle Marc Dolez est inaugurée à Brunémont et, le 4 juin 2018, il donne son nom au nouveau square de la ville de Lambres-lez-Douai et en 2021 un espace Marc Dolez est créé à Arleux.

Marc Dolez fait chevalier de la légion d'honneur lors des célébrations du 14 juillet 2021 à Douai.

Lors des célébrations de la fête nationale le 14 juillet 2021, et en amont du défilé militaire, il reçoit la légion d'honneur au rang de chevalier sur la place d'Armes de Douai.
En 2021, Marc Dolez appelle à voter dans le canton de Douai pour les candidats divers droite Christian Poiret/Caroline Sanchez (Sans étiquette) au second tour de l'élection départementale.
Il annonce soutenir Fabien Roussel (PCF) à l'élection présidentielle de 2022 et préside un comité de soutien dans le Douaisis.

Marc Dolez président du comité de soutien à Fabien Roussel dans le Douaisis (2022)

Il annonce soutenir Frédéric Chéreau (Union de la gauche) à l'élection législative de 2024 dans la 17ème circonscription du Nord.

## Décoration
- Chevalier de la Légion d'honneur le 14 juillet 2021.

## Synthèse des mandats (ordre chronologique)
- 14 mars 1983 - 16 mars 2008 : conseiller municipal de Douai
- 17 mars 1986 - 15 mars 1998 : conseiller régional du Nord-Pas-de-Calais
- 13 juin 1988 - 1er avril 1993 : député du Nord
- 1er juin 1997 - 20 juin 2017 : député de la 17e circonscription du Nord. Secrétaire de l'Assemblée nationale à partir du 27 juin 2012.
- 1er janvier 2002 - 16 mars 2008 : vice-président de la communauté d'agglomération du Douaisis (CAD)